# Carlos Espinoza Loayza
Carlos Alberto Espinoza Loayza (Osorno, Chile, 23 de febrero de 1985) es un exfutbolista chileno que jugaba de arquero.

## Carrera
Sus inicios en el fútbol los realizó en la escuela de fútbol El Cóndor de Osorno, para luego pasar a las divisiones inferiores de Deportes Puerto Montt, hasta llegar al primer equipo el año 2004. Luego de sufrir un descenso con los salmoneros y jugar durante la temporada 2008 en Primera B, fue contratado por el Huachipato para la temporada 2009.
Actualmente radicado en Puerto Montt donde desde febrero de 2018 se integra a realizar labores de preparador de arqueros en las series menores del club profesional.

## Selección nacional
Integró la selección chilena sub-20 que participó de la Copa Mundial de Fútbol Juvenil de Países Bajos 2005.

### Participaciones en Copas del Mundo
| Mundial                     | Sede         | Resultado        | PJ |
| --------------------------- | ------------ | ---------------- | -- |
| Copa Mundial Sub-20 de 2005 | Países Bajos | Octavos de final | 1  |

## Clubes
| Club                  | País      | Año       |
| --------------------- | --------- | --------- |
| Deportes Puerto Montt | Chile     | 2004-2008 |
| Huachipato            | Chile     | 2009      |
| Deportes Puerto Montt | Chile     | 2010-2012 |
| Coquimbo Unido        | Chile     | 2013-2014 |
| Western Suburbs       | Australia | 2015      |
| Oakleigh Cannons      | Australia | 2015      |
| Geelong S. C.         | Australia | 2016      |

- Datos: Q5042053